# Epicantoplastia
La epicantoplastia o blefaroplastia asiática es una cirugía plástica facial para modificar los pliegues del epicanto y reduce quirúrgicamente la brida mongólica, presente en poblaciones que comparten ciertos rasgos fenotípicos Mongoloides.
Es un procedimiento delicado porque los pliegues del epicanto se superponen a los canalículos lagrimales (canales lagrimales) del aparato lagrimal, que contiene las estructuras orbitales para la producción y el drenaje de las lágrimas.
La epicantoplastia puede dejar visibles las cicatrices pos-quirúrgicas. Una técnica correctiva común implica el uso de una Z-plastia.
No debe confundirse con la ptosis palpebral o blefaroptosis, que se refiere a la caída excesiva de los párpados superiores. Esta afección se presenta generalmente con el envejecimiento, aunque en otras ocasiones puede ser el resultado de un defecto congénito o de una lesión o enfermedad. Esta tipo de afección se reforma mediante cirugía de párpados dobles o Blefaroplastia.